# Kurt Goebel
Kurt Gerhard Erich Goebel (geboren am 8. Juni 1892 in Glogau; gestorben am 18. Mai 1983 in Garmisch-Partenkirchen) war ein deutscher Jurist und Landrat in den Landkreisen Neuwied und Simmern. Goebel gehörte seit 1945 der CDU an und war 1947 Gründungsmitglied der Landespartei der CDU in Rheinland-Pfalz.

## Leben
Kurt Goebel wurde in Glogau als Sohn des protestantischen Hauptmanns à la suite des Infanterie-Regiments von Boyen (Nr. 41) und Lehrers an der Kriegsschule, Paul Goebel, und dessen Ehefrau, der Katholikin Catharina gnt. Käthe Goebel, geb. Thiel geboren. Paul und Kurt Goebel entstammen einem alten Königsberger Stadtgeschlecht, zu ihren Ahnen gehören Severin Göbel der Ältere und Severin Göbel der Jüngere. Im Anschluss an den Besuch des Gymnasiums und einem Studium der Rechtswissenschaften war Kurt Goebel zum Zeitpunkt seiner Verheiratung 1921 als Regierungsassessor bei der Regierung in Wiesbaden beschäftigt. Zuvor hatte er von 1914 bis 1918 seinen Militärdienst während des Ersten Weltkriegs abgeleistet. Von 1921 bis 1945 verblieb Goebel im Preußischen Verwaltungsdienst. Im Weiteren fand Goebel zunächst Einsatz bei der Regierung in Wiesbaden, wo er im Adressbuch der Stadt von 1928 als Regierungsrat geführt wird. Später wechselte er in gleicher Stellung nach Stade und Koblenz, bevor er 1942 als Dezernent für das Verkehrswesen zum Reichsstatthalter nach Danzig abgeordnet wurde.
Nach dem Ende des Zweiten Weltkriegs und der Zeit des Nationalsozialismus setzten die Besatzungsbehörden Goebel zunächst im Juni 1945 als Landrat im Landkreis Neuwied ein, wo er bis zum Februar 1947 im Dienst blieb. Die französische Militärregierung hatte ihn entlassen, weil Goebel ihrer Sicht nach „der französischen Verwaltung gegenüber eine wenig korrekte Haltung eingenommen“ und zugelassen habe, „daß sein Landratsamt ein wahrer Zufluchtsort für ehemalige Nazis wurde“. In der Folge ernannte der damalige Ministerpräsident des neu gebildeten Bundeslandes Rheinland-Pfalz, Wilhelm Boden, im Nachgang zur Absetzung des bisherigen Landrats in Simmern, Lutwin Jülich, Kurt Goebel zum kommissarischen Landrat im Landkreis Simmern, mit Dienstantritt am 27. Mai 1947. Hierauf ließ der französische Landesgouverneur Claude Hettier de Boislambert den Ministerpräsidenten wissen, dass er Goebel „bei der geringsten Klage, die gegen ihn von der französischen Verwaltungskontrolle erhoben wird, ... endgültig aus der deutschen Verwaltung entfernen werde“.
Im März 1949 teilte der rheinland-pfälzische Innenminister Jakob Steffan dem nunmehrigen Ministerpräsidenten Peter Altmeier mit, dass gegen einen Beamten der Neuwieder Kreisverwaltung ein Ermittlungsverfahren wegen Diebstahl eingeleitet worden sei. Der in Rede stehende Beamte hatte bei Befragungen vor der Sûreté schwere Vorwürfe unter anderem gegen den früheren Landrat Goebel wegen Hehlerei erhoben, weshalb der Innenminister die sofortige Suspendierung Goebels bis zur Klärung des Sachverhalts beantragte. Der SPD-Finanzminister Hoffmann hatte sich in diesem Verfahren im Gegensatz zu seinen CDU-Kollegen für eine Suspendierung Goebels eingesetzt. Der Vorwurf gegen Goebel ging dahin, dass er sich beschlagnahmtes Mobiliar zu Unrecht angeeignet habe. Das Justizministerium erließ am 2. Juni 1949 eine Einstellungsverfügung mangels Beweises in dem Ermittlungsverfahren gegen Goebel, wodurch die Durchführung eines Dienststrafverfahrens gegen ihn möglich wurde.
Altmeier versetzte Goebel daraufhin zum 1. September 1949 in den Wartestand, während ab dem 15. September erneut der Erste Kreisdeputierte Hans Rinsch das Amt in Simmern für gut ein Jahr versah. Nachdem das am 13. September eingeleitete Dienststrafverfahren bereits drei Monate darauf per Erlass Altmeiers vom 15. Dezember 1949 eingestellt worden war, wurde die Kürzung der Bezüge von Goebel ebenso zurückgenommen wie sein Status als Beamter im Wartestand. Vielmehr erhielt er einen Verweis ausgesprochen. Goebel beantragte in der Folge seine Versetzung nach Mainz.
Zum 1. April 1950 und unter Ernennung zum Oberregierungsrat (30. März) an die Bezirksregierung in Mainz  versetzt, trat Goebel dort zum 1. November 1956 in den Ruhestand. Goebel war Mitglied des Deutschen Rats der Europäischen Bewegung.

## Familie
Goebel heiratete am 14. Mai 1921 in Kassel die promovierte Juristin Cornelie Margarethe Daehn (geboren am 8. April 1895 in Wesel; gestorben am 17. September 1975 in Garmisch-Partenkirchen). eine Tochter des Kriegsgerichtsrats zur Disposition Ludwig Daehn und dessen Ehefrau Angelika Daehn, geb. Gernsheim.